# Мішель Андерсон (тенісистка)
Мішель Андерсон (англ. Michelle Anderson; нар. 27 січня 1972) — колишня південноафриканська тенісистка.
Найвищу одиночну позицію світового рейтингу — 261 місце досягла 11 червня 1990, парну — 124 місце — 17 вересня 1990 року.
Здобула 13 парних титулів туру ITF.

## Фінали ITF

### Парний розряд (13-7)
| Турніри $25,000 |
| Турніри $10,000 |

| Результат | Ранг | Дата              | Турнір                     | Покриття | Партнерка               | Суперниці у фіналі                 | Рахунок       |
| Перемога  | 1.   | 20 лютого 1989    | Блумфонтейн, ПАР           | Тверде   | Лінда Барнард           | Gail Boon Робін Філд               | 2–6, 7–5, 6–3 |
| Поразка   | 2.   | 27 лютого 1989    | Преторія, ПАР              | Тверде   | Лінда Барнард           | Рене Менц Моніка Райнах            | 1–6, 6–2, 4–6 |
| Перемога  | 3.   | 10 квітня 1989    | Лімож, Франція             | Ґрунт    | Емманюель Дерлі         | Робін Філд Ева Лена Ольссон        | 7–5, 6–0      |
| Перемога  | 4.   | 29 травня 1989    | Флоренція, Італія          | Ґрунт    | Нанне Дальман           | Наталі Бодон Катеріна Ноццолі      | 6–3, 6–3      |
| Поразка   | 5.   | 12 червня 1989    | Алгарве, Португалія        | Тверде   | Робін Філд              | Інгелісе Дрігейс Теміс Замбржицькі | 2–6, 6–4, 0–6 |
| Перемога  | 6.   | 30 жовтня 1989    | Єрусалим, Ізраїль          | Ґрунт    | Робін Філд              | Алісе Ногачова Леслі О'Галлоран    | 6–4, 6–1      |
| Перемога  | 7.   | 6 листопада 1989  | Хайфа, Ізраїль             | Тверде   | Робін Філд              | Алісе Ногачова Леслі О'Галлоран    | 6–3, 6–3      |
| Поразка   | 8.   | 13 листопада 1989 | Ашкелон, Ізраїль           | Ґрунт    | Робін Філд              | Алісе Ногачова Леслі О'Галлоран    | 6–7, 4–6      |
| Перемога  | 9.   | 20 листопада 1989 | Тель-Авів, Ізраїль         | Ґрунт    | Робін Філд              | Алісе Ногачова Леслі О'Галлоран    | 6–3, 6–3      |
| Перемога  | 10.  | 19 лютого 1990    | Манчестер, Велика Британія | Килим    | Вірджинія Гамфріс-Девіс | Габі Горенгель Амі ван Бюрен       | 6–2, 6–2      |
| Перемога  | 11.  | 26 лютого 1990    | Ашкелон, Ізраїль           | Тверде   | Робін Філд              | Івана Янковська Ева Меліхарова     | 6–3, 6–4      |
| Перемога  | 12.  | 5 березня 1990    | Хайфа, Ізраїль             | Тверде   | Робін Філд              | Івана Янковська Ева Меліхарова     | 6–2, 6–2      |
| Перемога  | 13.  | 12 березня 1990   | Яффа, Ізраїль              | Тверде   | Робін Філд              | Міріам Ореманс Ніколетте Ройманс   | 7–5, 6–4      |
| Перемога  | 14.  | 19 березня 1990   | Рамат-га-Шарон, Ізраїль    | Тверде   | Робін Філд              | Петра Голубова Сильвія Штефкова    | 6–3, 6–0      |
| Перемога  | 15.  | 14 травня 1990    | Рамат-га-Шарон, Ізраїль    | Тверде   | Робін Філд              | Керрі-Енн Г'юз Джулі Салмон        | 6–3, 6–2      |
| Поразка   | 16.  | 23 березня 1992   | Ньюкасл, Австралія         | Ґрунт    | Джейн Тейлор            | Джулі Річардсон Аманда Трейл       | 4–6, 2–6      |
| Перемога  | 17.  | 18 травня 1992    | Хайфа, Ізраїль             | Тверде   | Лімор Зальтц            | Ріккі Гедді Тоні Гедді             | 0–6, 6–3, 6–2 |
| Поразка   | 18.  | 25 травня 1992    | Ашкелон, Ізраїль           | Тверде   | Лімор Зальтц            | Ілана Бергер Петра Камстра         | 2–6, 6–2, 4–6 |
| Поразка   | 19.  | 22 березня 1993   | Хараре, Зімбабве           | Тверде   | Кім Грант               | Паула Іверсен Клер Сешшинс Бейлі   | 1–6, 3–6      |
| Поразка   | 20.  | 17 травня 1993    | Kotowi, Польща             | Ґрунт    | Катеріна Заяцова        | Patrycia Gajdzik Александра Ольша  | 4–6, 6–4, 6–7 |